# Faruk Buljubašić Fayo
Faruk Buljubašić Fayo, rođen u Bijeljini, jedan je od najznačajnijih hrvatskih i bosanskohercegovačkih tekstopisaca.
Surađivao je s mnogim poznatim imenima estrade, kao što su: Hari Mata Hari, Zlatko Pejaković, Nina Badrić, Divas, Branimir Mihaljević, Severina Vučković, Željko Bebek, Amir Kazić Leo, Sanja Doležal, Mišo Kovač, Doris Dragović, Toni Cetinski, Novi fosili, Davor Radolfi, Maja Blagdan, Ivana Banfić, Crvena jabuka, Jasmin Stavros, Jasna Zlokić, Thompson, Mate Bulić, Oliver Dragojević, Massimo, Tedi Spalato, Maja Šuput, Lana Jurčević, Lidija Bačić itd.
Neke od prepoznatljivih pjesama koje je napisao su “Sexy cool” u izvedbi grupe Divas s kojom je 1997. osvojio nagradu Porin za Hit godine, soul balada "Ja za ljubav neću moliti" Nine Badrić, uspješnicu “E, moj narode” od Thompsona, “Misli svatko da je meni lako” u izvedbi Zlatka Pejakovića, “Bijele suze” od Novih fosila, “Bolji nego ja” Amira Kazića Lea, “Za nju” od Kinokluba, “Zorica” u izvedbi Mejaša, “U mom zagrljaju” Olivera Dragojevića, “Ja po kafanama” od Željka Bebeka, “Ludo ljeto” od Lane Jurčević, hit “Lopove” Maje Šuput i mnoge druge.

## Vanjske poveznice
- Diskografija.com
- http://24ur.com/ekskluziv/glasba/kdo-zdrzi-zur-do-zore.html
- ZAMP